# Helemaal Te Gek
A Helemaal Te Gek a holland The Shorts pop duó 1984-ben megjelent kislemeze. A dal albumra nem került fel, és a holland lista 9. helyéig jutott.[forrás?]

## Tracklista

### Kislemez Európa
- Helemaal Te Gek
- Doei[1]

## Külső hivatkozások
- A dal a muziekjes.nl oldalon[2]